# 量子もつれ
量子もつれ（りょうしもつれ、英: quantum entanglement）は、一般的に「量子多体系において現れる、古典確率では説明できない相関やそれに関わる現象」を漠然と指す用語である。しかし、量子情報理論においては、より限定的に「LOCC（局所量子操作及び古典通信）で増加しない多体間の相関」を表す用語である。後者は前者のある側面を緻密化したものであるが、捨象された部分も少なくない。例えば典型的な非局所効果であるベルの不等式の破れなどは後者の枠組みにはなじまない。
どちらの意味においても、複合系の状態がそれを構成する個々の部分系の量子状態の積として表せないときにのみ、量子もつれは存在する（逆は必ずしも真ではない）。この複合系の状態をエンタングル状態という。量子もつれは、量子絡み合い（りょうしからみあい）、量子エンタングルメントまたは単にエンタングルメントともよばれる。

## エンタングル状態の定義

### 純粋状態のエンタングル状態
部分系Aと部分系Bから構成される複合系を考える。部分系Aの純粋状態を{\displaystyle |\phi _{A}\rangle }、部分系Bの純粋状態を{\displaystyle |\phi _{B}\rangle }と表すことにする。どのような{\displaystyle |\phi _{A}\rangle }、{\displaystyle |\phi _{B}\rangle }を用いても複合系の純粋状態{\displaystyle |\psi \rangle }を
{\displaystyle |\psi \rangle =|\phi _{A}\rangle \otimes |\phi _{B}\rangle }
の形で表すことができないとき、{\displaystyle |\psi \rangle }はエンタングル状態であるという。ここで、{\displaystyle \otimes }はテンソル積である。

### 混合状態のエンタングル状態
純粋状態の場合と同様に、部分系Aと部分系Bから構成される複合系を考える。A、Bの混合状態を密度行列 {\displaystyle {\hat {\rho }}_{A}}、{\displaystyle {\hat {\rho }}_{B}} で表すことにする。複合系の混合状態 {\displaystyle {\hat {\rho }}_{AB}} が、
{\displaystyle {\hat {\rho }}_{AB}=\sum _{i}p_{i}{\hat {\rho }}_{A}^{(i)}\otimes {\hat {\rho }}_{B}^{(i)}}
の形で表すことができないとき、混合状態 {\displaystyle {\hat {\rho }}_{AB}} はエンタングル状態であるという。

## エンタングル状態の非局所相関
説明のため、スピン1/2をもつ2つの粒子A、Bから成る系を考える。粒子A、Bはある時刻{\displaystyle t_{0}}から{\displaystyle t_{1}}の間に相互作用し、時刻{\displaystyle t_{1}}に系全体の状態が
{\displaystyle |\psi \rangle ={\frac {|\uparrow _{A}\rangle |\downarrow _{B}\rangle +|\downarrow _{A}\rangle |\uparrow _{B}\rangle }{\sqrt {2}}}}
になったとする。ただし、{\displaystyle |\uparrow \rangle }、{\displaystyle |\downarrow \rangle }はスピンのz成分{\displaystyle s_{z}}の固有値1/2、-1/2に属する固有ベクトルである。時刻{\displaystyle t_{1}}以降は2つの粒子が離れていって相互作用が無くなり、以降は系全体の状態は{\displaystyle |\psi \rangle }のままであったとする
。
{\displaystyle |\psi \rangle }は、エンタングル状態であることが容易に証明できる。すなわち、時刻{\displaystyle t_{1}}以降の系全体の状態は、粒子Aの状態と粒子Bの状態とのテンソル積として表すことができない。
{\displaystyle t_{1}<t_{2}}となる時刻{\displaystyle t_{2}}に、粒子Aのスピンのz成分を測定するとしよう。量子力学が教えるところによれば、測定結果として1/2と-1/2がそれぞれ確率1/2で得られる。そして、測定結果が1/2であれば系の状態は{\displaystyle |\uparrow _{A}\rangle |\downarrow _{B}\rangle }に収縮し、測定結果が-1/2であれば系の状態は{\displaystyle |\downarrow _{A}\rangle |\uparrow _{B}\rangle }に収縮する。したがって、粒子Aに対する測定を行う以前には粒子Bのスピンz成分は不確定であるが、粒子Aのスピンz成分を測定したとき、同時に、離れた位置にある、粒子Bのスピンz成分は100%の確率で粒子Aの測定結果と逆向きの値になると判明する。
粒子A、Bは時刻{\displaystyle t_{2}}には離れた場所にあるのだから、粒子Aに対する測定が瞬時に粒子Bの測定結果に影響を与えるということを、2粒子間の相互作用に帰することはできない。むしろこの結果は状態{\displaystyle |\psi \rangle }が持つ性質として理解されるべきである。このようなエンタングル状態が持つ非局所的な相関という性質が、すなわち量子もつれである。

## 量子もつれの応用
量子もつれを利用すると様々な量子情報的なタスクを行うことができる。代表例は量子テレポーテーションである。量子テレポーテーションは、量子もつれと（2ビットの）古典情報の通信を用いて離れた場所に（1量子ビットの）量子状態を転送するタスクである。逆に、スーパーデンス・コーディングは量子もつれと1量子ビットの通信を用いて2ビットの古典情報を離れた場所に転送するタスクである。

## 量子もつれの撮影
イギリスのグラスゴー大学の研究チームが画像に記録するのに成功した。これは、量子コンピューターなどの研究・開発を発展させるのに役に立つとされている。
自発的パラメトリック下方変換によって、光子をもつれ状態にしビームスプリッターで光子対を分割する。光子Aの通路には通過するとランダムに位相が決まるフィルター（0°、45°、90°、135°）を設置し、超高感度ccdカメラで通過した光子の画像を撮影する。光子Bはフィルターを通過させずに進ませ、単一光子アバランシェダイオードで観測する。両方が同じタイミングで来たときに超高感度ccdカメラで撮影した画像を記録した。